# Nación Misquita
La Nación Misquita (en misquito; Aidrubaiun Miskitu, en inglés: Mosquito Nation), más conocido como Reino Mosquito, fue un Estado en la región histórica de Costa de Mosquitos constituido como reino desde c. 1620, cuando el pueblo misquito se agrupó en un reino. En 1687 se estableció un protectorado británico que se mantendría hasta la firma del Tratado de Managua el 28 de enero de 1860.

## Historia
La Nación Misquita llegó a ser un reino en algún momento antes de 1625.[cita requerida] Su primer rey del que hay registros fue Oldman (o 'Hombre Viejo'), el hijo de un jefe de los misquitos, cuyo nombre se desconoce. El primer contacto con los británicos se produjo durante el mando del padre de Oldman, que le envió a Gran Bretaña, en donde éste fue recibido en audiencia por el rey Carlos I de Inglaterra.
En 1740 el rey misquito Edward I y la Corona británica sellaron un Tratado de Amistad y Alianza formal, seguido del nombramiento en 1749 de un Superintendente residente.[cita requerida]
El reino de los misquitos ayudó durante la guerra de Independencia de los Estados Unidos atacando colonias españolas, y consiguieron numerosas victorias junto a los británicos. Aun así, tras la firma de la paz en 1783, los británicos tuvieron que ceder el control sobre la costa oriental (caribeña o atlántica) de Nicaragua. El retiro británico concluyó a finales de junio de 1787, aunque se siguió manteniendo un protectorado no oficial sobre el reino, a menudo protegiendo los intereses de los misquitos frente a las reclamaciones españolas.[cita requerida]

### Administración durante el Imperio español

#### Real Cédula de 1803
España integró la Costa de Mosquitos y las islas de San Andrés a la capitanía general de Guatemala, sin que este tuviera presencia material en la zona, pero después de la guerra anglo-española (1779-1783) le entregó esos territorios al virreinato de Nueva Granada, actual Colombia, por Real Cédula del 30 de noviembre de 1803, se formalizó la anexión de estos territorios al virreinato.[cita requerida]

#### Real Orden de 1806
Posteriormente la Costa de Mosquitos fue restituida a la Capitanía General de Guatemala, mediante una Real Orden del 13 de noviembre de 1806, enviada al Capitán General de Guatemala, Antonio González Mollinedo y Saravia, expresando lo siguiente:[cita requerida]

Ha resuelto Su Majestad [el rey de España] que Vuestra Señoría [el capitán general de Guatemala] es quien debe entender en el conocimiento absoluto de todos los negocios, que ocurran en la colonia de Trujillo y demás puestos militares de la Costa de Mosquitos concernientes á las cuatro causas referidas [justicia, policía, hacienda y guerra].

#### Real Orden de 1808
El 31 de marzo de 1808, mediante Real Orden dirigida al Capitán General de Guatemala, en contestación a sus comunicaciones del 5 de enero y del 18 de julio de 1805, se dispone que haga subsistir la habilitación del río San Juan de Nicaragua para la navegación y el comercio; además, que promueva el desmonte y el cultivo de los terrenos inmediatos, concediendo a sus habitantes las mismas gracias concedidas en otra Real Orden del 20 de noviembre de 1803, para ser dispensadas a los nuevos pobladores de la Costa de Mosquitos, indicando que se eximan de derechos y diezmos por diez años, los frutos que se cosechen en distancia de diez leguas del río, por cualquiera de sus márgenes; y que se procure establecer una población en las inmediaciones del río San Juan de Nicaragua. Estas diez leguas de costa al norte del río San Juan caían en la llamada Costa de Mosquitos; las diez del sur pertenecían a Costa Rica. Dicha Real Orden de 1808 prueba, por tanto, que continuaba la jurisdicción de la Capitanía General de Guatemala en la Costa de Mosquitos, en la desembocadura del río San Juan y también en Costa Rica.

### Protectorado británico
En la coronación de Robert Charles Frederic como rey, los británicos reconocieron la independencia de la nación misquita, y en un pergamino con los sellos de las autoridades de Jamaica le ofreció alianza y protección.[cita requerida]
El 12 de agosto de 1841, el superintendente de la Honduras británica y el monarca misquito desembarcaron en San Juan del Norte y comunicaron a las autoridades nicaragüenses que esa ciudad y el resto de la Costa Atlántica pertenecían al Reino Misquito.[cita requerida]

### Reclamos de Colombia
El 4 de julio de 1818, una fuerza naval al mando de Luis Aury capturó la Isla de Providencia en nombre del Ejército Libertador.[cita requerida]
El 23 de junio de 1822 fue izada por primera vez la bandera colombiana en San Andrés y el archipiélago pasó a ser parte de un cantón de la provincia de Cartagena. Colombia consideraba también como parte de este territorio la Costa de Mosquitos, con base en la Cédula de 1803 y el tratado de paz de 1783, pero los británicos volvieron a hacer presencia en la costa y continuaron sosteniendo el Reino Misquito.[cita requerida]
Para tratar de contener la presencia británica en la costa, el gobierno de Colombia expidió el decreto del 9 de marzo de 1822 que prohibía el comercio entre la Colonia de Jamaica y la Costa de Mosquitos y el decreto del 5 de julio de 1824 que declaraba "ilegal toda empresa que se dirija a colonizar cualquier parte de aquella costa de Mosquitos".[cita requerida]

## Influencia británica, Reino Misquito y Reserva Misquita

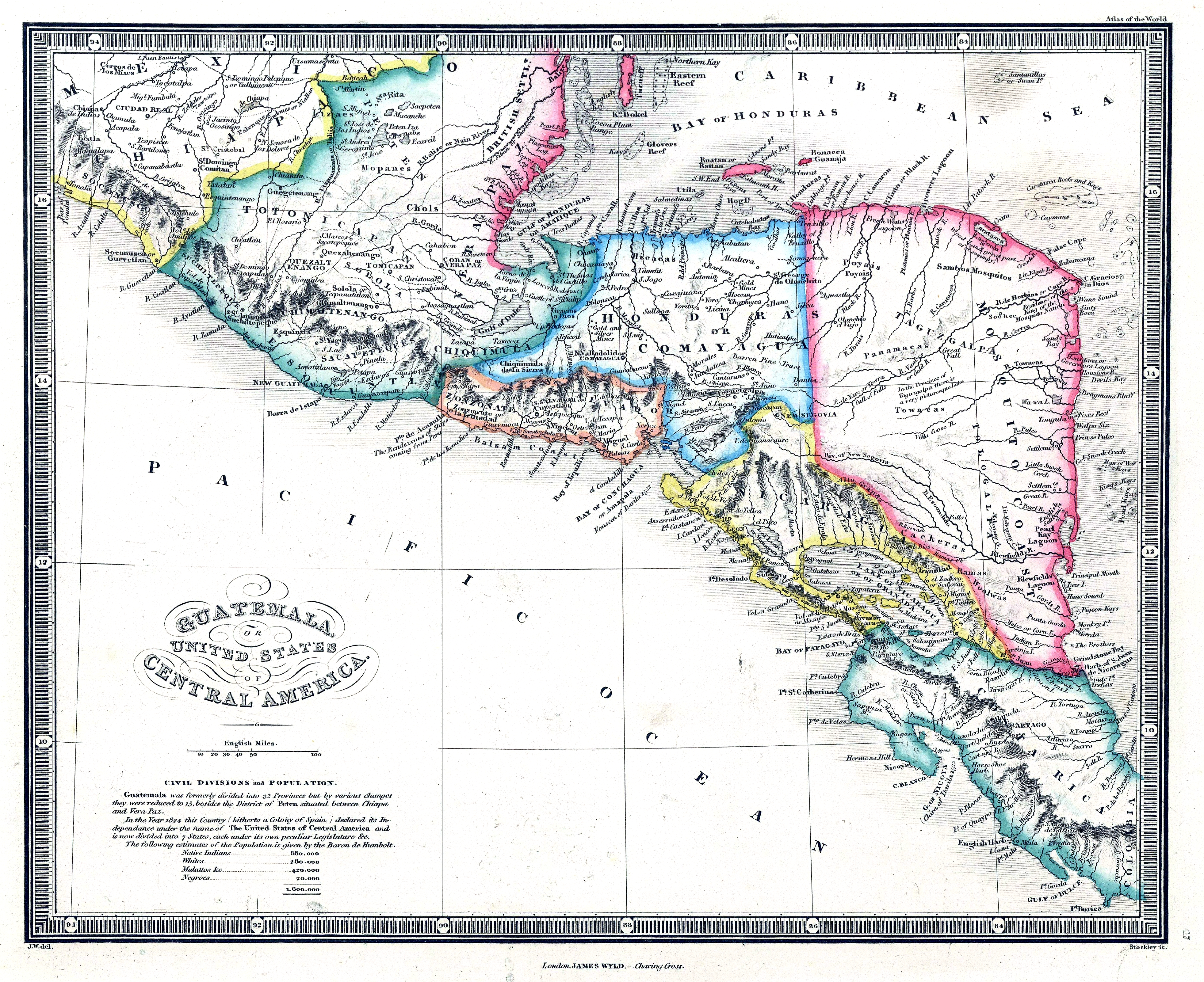
Territorios reclamados por el Imperio británico en Centroamérica a mediados del en rosa.

A medida que los conflictos internos se apoderaron de América Central después de la Independencia de Centroamérica del Imperio español en 1821, la posibilidad de cualquier amenaza potencial regional contra el Reino Mosquito disminuyó. Los reyes misquitos renovaron su alianza con Gran Bretaña, y Honduras británica (actual Belice) reemplazó a Jamaica como la principal conexión británica con el reino. La coronación de George Frederic Augustus I en Belice en 1816 fue imitada por su sucesor Robert Charles Frederic en 1845. En 1837, el Imperio británico reconoció formalmente al reino Mosquito como un Estado independiente y tomó medidas diplomáticas para evitar que las nuevas naciones que surgieron tras la Disolución de la República Federal de Centroamérica amenazaran al reino.
En 1844, el gobierno británico declaró un nuevo protectorado sobre el Reino Mosquito y nombró a Patrick Walker, cónsul general de la Costa Mosquito, con sede en Bluefields. La proclamación estuvo motivada por el estado de anarquía en el Reino Mosquito tras la muerte de Robert Charles Frederic, pero también por la inminente anexión estadounidense de Texas y el deseo británico de construir un canal artificial navegable a través de América Central antes de que lo hiciera Estados Unidos.
El protectorado se extendía desde el cabo de Honduras en el norte hasta la desembocadura del río San Juan en el sur, incluyendo San Juan del Norte. Nicaragua protestó de nuevo y envió fuerzas a San Juan del Norte, a lo que el rey misquito Jorge Augusto Federico II respondió con un ultimátum exigiendo que todas las fuerzas nicaragüenses se fueran antes del 1 de enero de 1848. Nicaragua apeló a los Estados Unidos, pero los estadounidenses, entonces en guerra contra México, no respondieron. Después de que expiró el ultimátum, las fuerzas misquito-británicas lideradas por el rey y Patrick Walker, y respaldadas por dos buques de guerra británicos, tomaron San Juan del Norte. También destruyeron Serapaqui, donde fueron internados los prisioneros británicos capturados durante el primer intento en San Juan del Norte, y avanzaron hacia el lago Nicaragua, donde Walker se ahogó. El 7 de marzo, Nicaragua firmó un tratado de paz donde cedió San Juan del Norte al Reino Mosquito, que lo rebautizó como Greytown en honor a Charles Edward Grey, gobernador de Jamaica.
Concluida la guerra entre México y Estados Unidos, el nuevo delegado de Estados Unidos en Centroamérica, Ephraim George Squier, intentó que Nicaragua, El Salvador y Honduras formaran un frente común contra los británicos, que ahora amenazaban con anexar la isla del Tigre en la costa del pacífico de Honduras. Después de que las fuerzas británicas y estadounidenses casi se enfrentaron en El Tigre, ambos gobiernos reprendieron a los comandantes de sus fuerzas allí y concluyeron el Tratado Clayton-Bulwer el 18 de abril de 1850. En este documento, las dos potencias se comprometieron a garantizar la neutralidad y el uso igualitario del canal propuesto, y a no "ocupar, fortificar, o colonizar, o asumir o ejercer ningún dominio sobre Nicaragua, Costa Rica, la Costa de Mosquitos o cualquier parte de Centroamérica", ni hacer uso de ningún protectorado o alianza, presente o futura, para tales fines.
Estados Unidos asumió que esto significaba la evacuación británica inmediata de la Costa de Mosquitos, mientras que los británicos argumentaron que solo los obligaba a no expandirse más en América Central y que tanto el protectorado de 1844 como el tratado de paz de 1848 todavía estaban vigentes. El 21 de noviembre, el vapor estadounidense Prometheus fue atacado a tiros por un buque de guerra británico por no pagar las tarifas portuarias en Greytown. Uno de los pasajeros era Cornelius Vanderbilt, magnate de negocios y una de las personas más ricas de los Estados Unidos de la época. El gobierno británico se disculpó después de que Estados Unidos enviara dos balandras armadas a la zona.

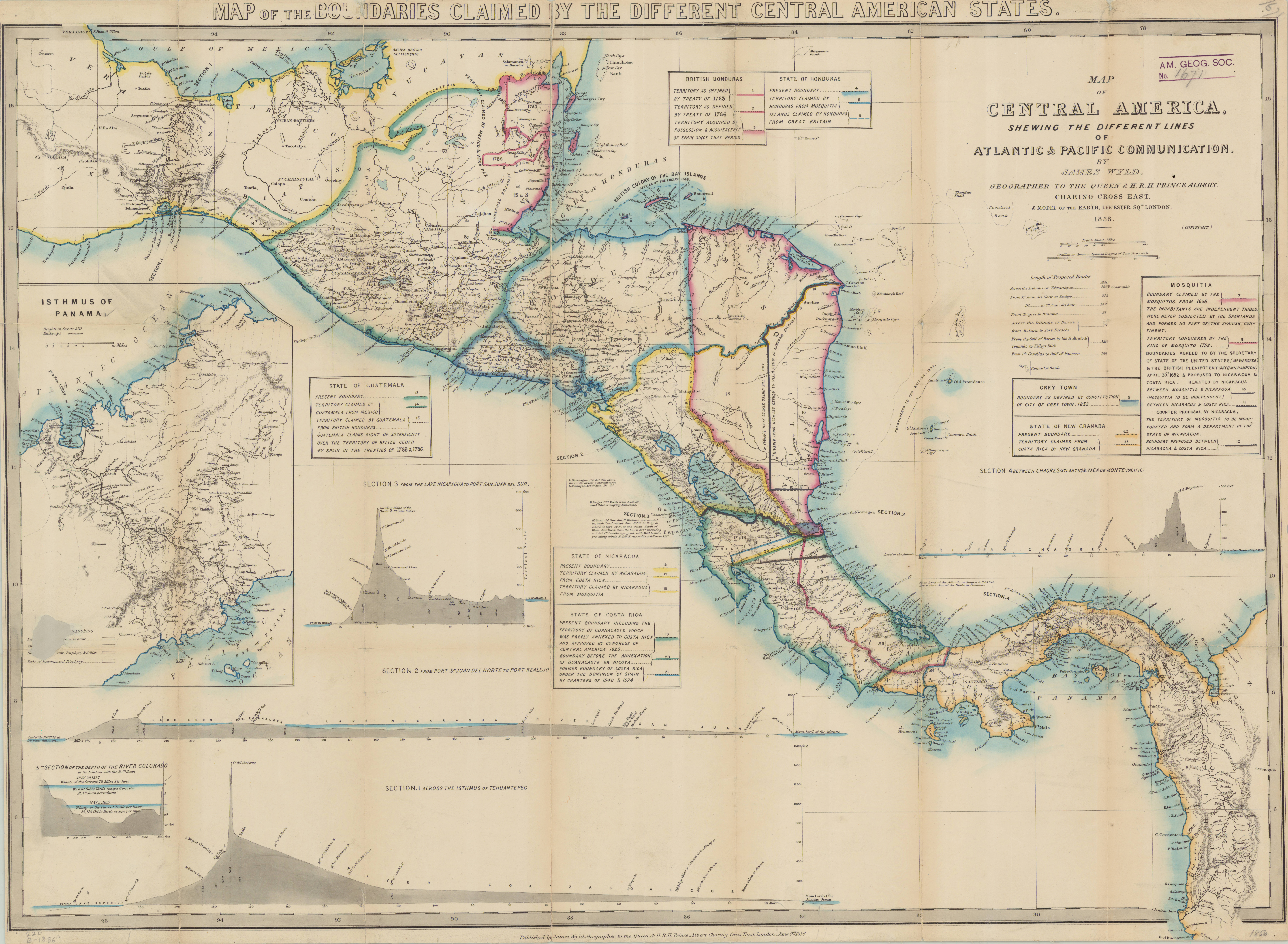
Mapa de América Central en 1856.

Mapa de América Central en 1862.

En los años siguientes se produjeron más incidentes. En 1852, Gran Bretaña creo la Colonia de las Islas de la Bahía frente a la costa de Honduras y rechazó las protestas estadounidenses alegando que habían sido parte de Honduras británica (actual Belice) antes del tratado. La proclamación de estas islas (junto a la cuestión de la Costa de Mosquitos) como colonia británica atrajo inmediatamente la atención de los Estados Unidos, donde fue considerada universalmente como una violación directa del Tratado Clayton-Bulwer de 1850.
El asunto fue llevado a la atención del Congreso de los Estados Unidos, y el Comité de Relaciones Exteriores del Senado de los Estados Unidos, después de un estudio completo, informó "que las islas de Roatán, Bonacca, Utila, etc., en y cerca de la bahía de Honduras, constituyen parte del territorio de la república de Honduras, y por lo tanto forman parte de América Central; y, en consecuencia, que cualquier ocupación de estas islas por Gran Bretaña es una violación del tratado del 5 de julio de 1850". Estaba originándose un conflicto diplomático que se extendió en el tiempo y que en el peor de los casos podría ocasionar una guerra entre Estados Unidos y el Imperio británico.
El representante estadounidense en Nicaragua, Solon Borland, consideró que se había incumplido el tratado y abogó abiertamente por la anexión estadounidense de Nicaragua y el resto de América Central, por lo que se vio obligado a dimitir. En 1853, los edificios de la Accessory Transit Company, propiedad de Estados Unidos, en Greytown fueron saqueados y destruidos por los lugareños. En 1854, un capitán de un barco de vapor estadounidense mató a un criollo de Greytown, y Borland, que había permanecido en Greytown después de su dimisión, detuvo el arresto por asesinato amenazando al alguacil y a sus hombres con un rifle, argumentando que no tenían poder para arrestar a un ciudadano estadounidense. Aunque no ocupaba ningún cargo, Borland ordenó a 50 pasajeros estadounidenses con destino a Nueva York que permanecieran en tierra y "protegieran los intereses estadounidenses" mientras él navegaba hacia Estados Unidos en busca de ayuda. 
En un ejemplo de diplomacia de cañonero, los estadounidenses enviaron la balandra de guerra USS Cyane y exigieron 24.000 dólares en daños, una disculpa y una promesa de buena conducta en el futuro. Cuando no se cumplieron los términos, la tripulación bombardeó Greytown, luego desembarcó y quemó la ciudad hasta los cimientos. Los daños fueron cuantiosos, pero no hubo muertos. Con su atención centrada en la Guerra de Crimea en curso y la firme oposición de los empresarios mercantiles ingleses a una guerra contra los Estados Unidos, el gobierno británico se limitó a protestar y exigió una disculpa que nunca fue recibida.
En 1859, la opinión británica ya no apoyaba la presencia de su nación en la Costa de Mosquitos. El gobierno británico devolvió las islas de la Bahía y cedió la parte norte de la Costa de Mosquitos a Honduras por el Tratado de Comayagua, negociando con Guatemala la ampliación del territorio británico en Belice como compensación. Al año siguiente, el 28 de enero de 1860, se firmó el Tratado de Managua entre Nicaragua y el Reino Unido, por lo cual este renunció a su protectorado misquito y reconoció la soberanía de Nicaragua; mientras que Nicaragua reconoció los derechos de autonomía de los misquitos.  Así el Reino Mosquito se convirtió en la "Reserva Mosquitia". A cambio de la entrega de posesiones inglesas a Nicaragua y Honduras, Estados Unidos permitía al Reino Unido total libertad de acción en su colonia conocida como Honduras británica (actual Belice). 

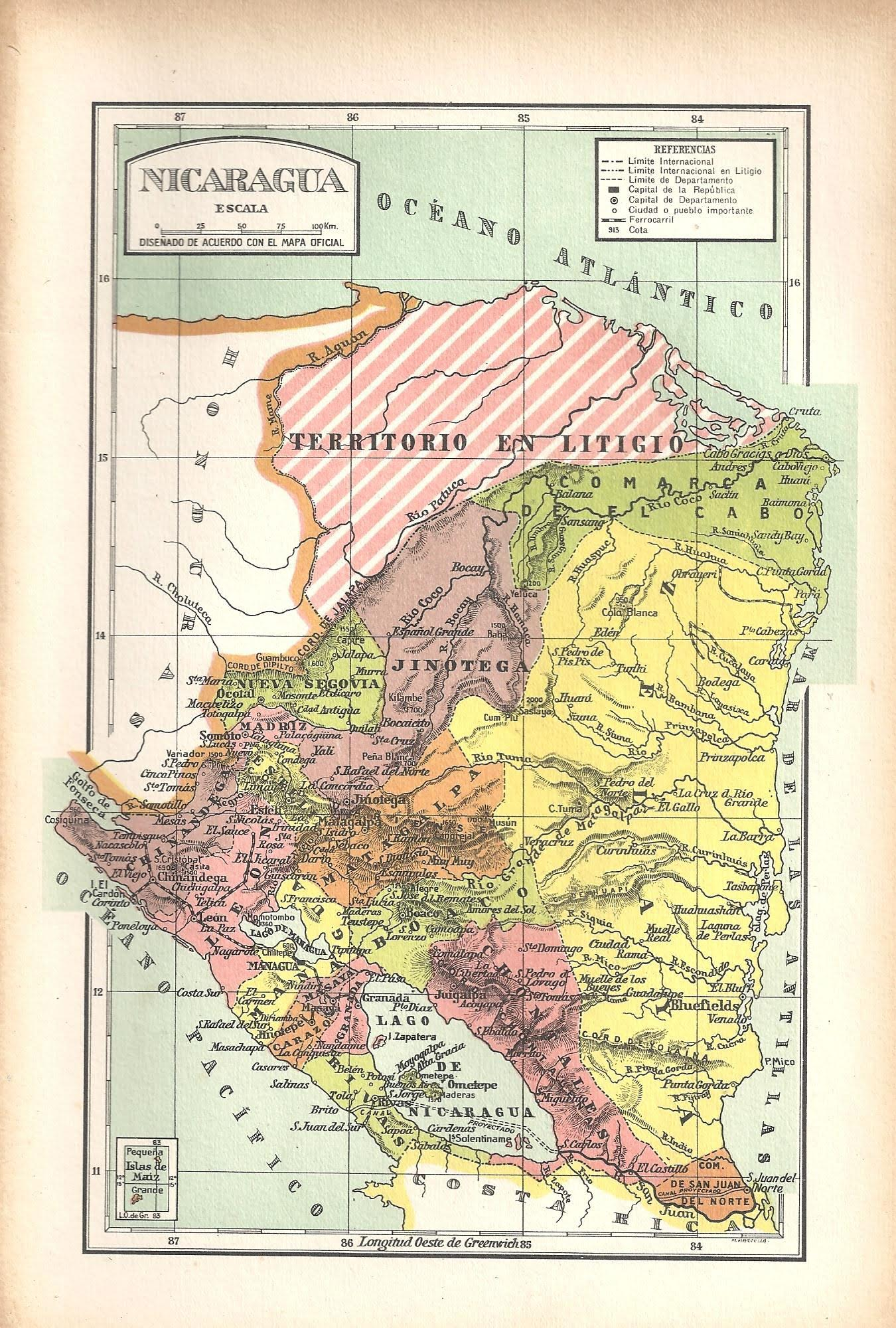
Mapa de Nicaragua en 1894.

Un año después de firmado el Tratado de Managua, en Bluefields se reunieron 51 Witas (alcaldes) y aprobaron la Constitución de la Reserva, inspirada por el cónsul británico y que establecía de manera general, leyes británicos. El rey misquito Jorge Augusto Federico aceptó el Tratado de Managua con la condición de que conservara su autoridad local y recibiera una subvención anual de 1000 £ hasta 1870. A su muerte en 1864, Nicaragua se negó a reconocer a su sucesor, William Henry Clarence.
Sin embargo, la reserva siguió siendo gobernada por un jefe electo, ayudado por un consejo administrativo que se reunía en Bluefields; y los miskitos negaron que la soberanía de Nicaragua connotara derecho alguno a interferir en sus asuntos internos. La cuestión fue remitida para arbitraje al Emperador de Austria, Francisco José I, cuyo laudo, publicado el 2 de julio de 1881, confirmó el argumento de los habitantes nativos y afirmó que la soberanía de Nicaragua estaba limitada por el derecho de autodeterminación del gobierno de la reserva. Por lo que la soberanía de Nicaragua en ese territorio fue en realidad una formalidad hasta el año 1894.
A principios de 1894 durante el gobierno de José Santos Zelaya, en una operación efectuada por Rigoberto Cabezas, Nicaragua invadió la Reserva Mosquito, ocupó Bluefields y depuso al príncipe Robert Henry Clarence, su jefe hereditario, el 12 de febrero de 1894, solo para ser forzada a salir en julio por una intervención británica y estadounidense. Después de que las fuerzas británicas se retiraron, estalló un motín en la ciudad de Bluefields, lo que llevó a una segunda invasión nicaragüense. En agosto, 11 súbditos británicos y 2 súbditos estadounidenses fueron arrestados por participar en el motín y enviados a Managua para ser juzgados. Las tropas nicaragüenses permanecieron y comenzaron el proceso de reincorporación política del territorio Mosquito. La Reserva Mosquito pasó a ser incorporada formalmente a la de la República de Nicaragua. La antigua Costa Mosquito pasó a ser un departamento nicaragüense con el nombre de Departamento de Zelaya.
Cuando Nicaragua se negó a pagar a Gran Bretaña una indemnización por la anexión de la Reserva Mosquito, los británicos respondieron ocupando el puerto nicaragüense de Corinto en el Pacífico el 27 de abril de 1895. Finalmente, los británicos se marcharon después de recibir indemnizaciones del gobierno nicaragüense. La actitud agresiva de Zelaya había sus frutos, y el Reino Unido, que probablemente no quería ir a la guerra por esta tierra lejana, acabó reconociendo la toma nicaragüense del área por medio del Tratado Altamirano-Harrison en 1905, a cambio de garantizar a los nativos exención de impuestos y del servicio militar y garantizarles vivir en sus aldeas y territorios ancestrales según sus costumbres propias.
Los intentos de decidir la soberanía entre Honduras y Nicaragua sobre la ribera norte del río Coco, que divide en dos el Cabo Gracias a Dios, comenzaron en 1869, pero no se resolverían hasta noventa y un años después, cuando la Corte Internacional de Justicia falló a favor de Honduras en 1960.

### Reconocimiento colombiano de soberanía nicaragüense
Colombia, durante muchos años, hizo a Nicaragua reclamaciones territoriales por la Mosquitia. Ambas naciones se pusieron de acuerdo recién en 1928 mediante un tratado, por el cual Colombia reconocía la posesión nicaragüense sobre la Costa de Mosquitos y, a su vez, Nicaragua le otorgaba reconocimiento soberano a Colombia sobre el Archipiélago de San Andrés y Providencia.

## Gobernantes

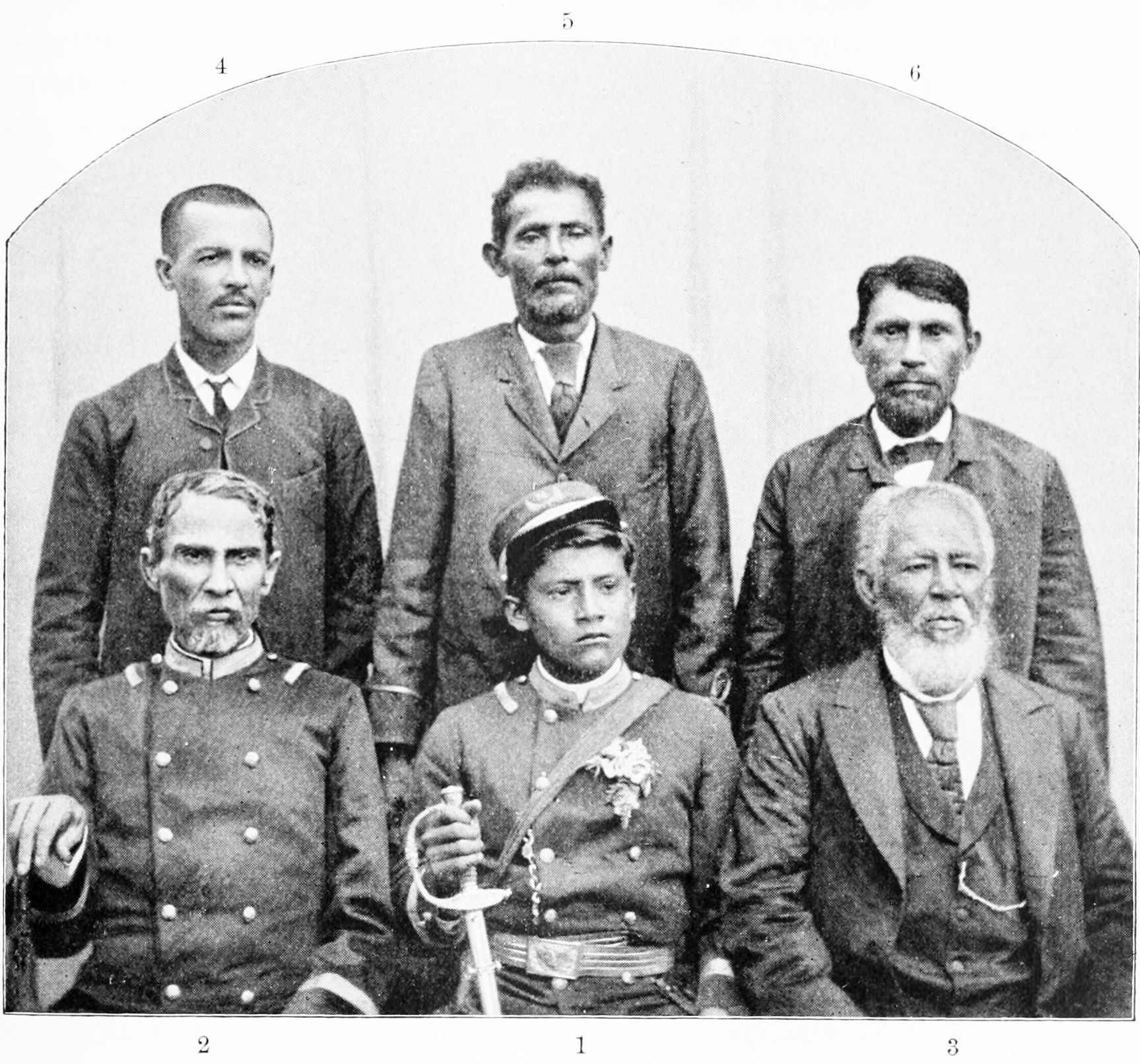
Robert Henry Clarence, Jefe Hereditario de los misquitos con miembros de su consejo ejecutivo.

La Nación Misquita fue regida por los reyes misquitos, y después los jefes hereditarios, cuya sucesión histórica es la siguiente:

### Reyes misquitos
| Nombre                              | Reinado   | Cargo            |
| ----------------------------------- | --------- | ---------------- |
| Oldman                              | 1625-1687 | Rey de Mosquitia |
| Jeremías I                          | 1687-1718 | Rey de Mosquitia |
| Jeremías II                         | 1718-1729 | Rey de Mosquitia |
| Pedro I                             | 1729-1739 | Rey de Mosquitia |
| Eduardo I                           | 1739-1755 | Rey de Mosquitia |
| Jorge I                             | 1755-1776 | Rey de Mosquitia |
| Jorge II                            | 1776-1801 | Rey de Mosquitia |
| Jorge Federico Augusto I            | 1801-1824 | Rey de Mosquitia |
| Roberto Carlos Federico             | 1824-1842 | Rey de Mosquitia |
| Jorge Augusto Federico de Mosquitia | 1842-1865 | Rey de Mosquitia |

### Jefes hereditarios
- 1865–1879 — William Henry Clarence, Jefe Hereditario de los Misquitos
- 1879–1888 — S.E. George William Albert Hendy, Jefe Hereditario de los Misquitos
- 1888–1889 — S.E. Andrew Hendy, Jefe Hereditario de los Misquitos
- 1889–1890 — S.E. Jonathan Charles Frederick, Jefe Hereditario de los Misquitos
- 1890–1908 — S.E. Robert Henry Clarence, Jefe Hereditario de los Misquitos (último Rey Misquito)
- 1908–1928 — Robert Frederick, Heredero Regente del Reino de la Mosquitia